# Box (photographie)
Pour les articles homonymes, voir Box.
Le Box est l'appellation courante d'appareils photographiques peu chers et peu perfectionnés utilisés par les débutants entre la fin du 19e siècle et le début des années 1960. Le nom vient de la forme de boîte (box en anglais).

## Caractéristiques

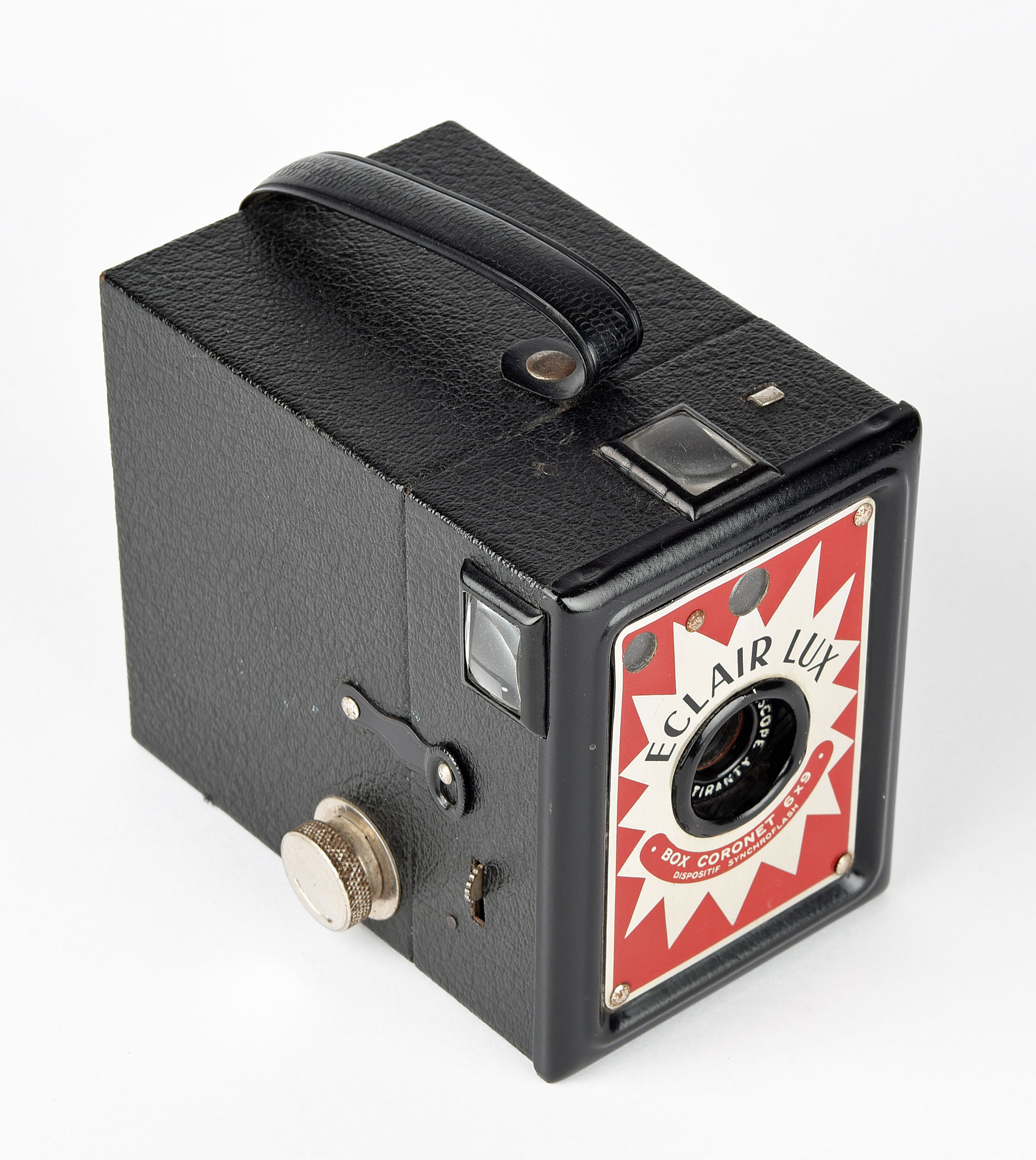
Coronet Eclair Lux

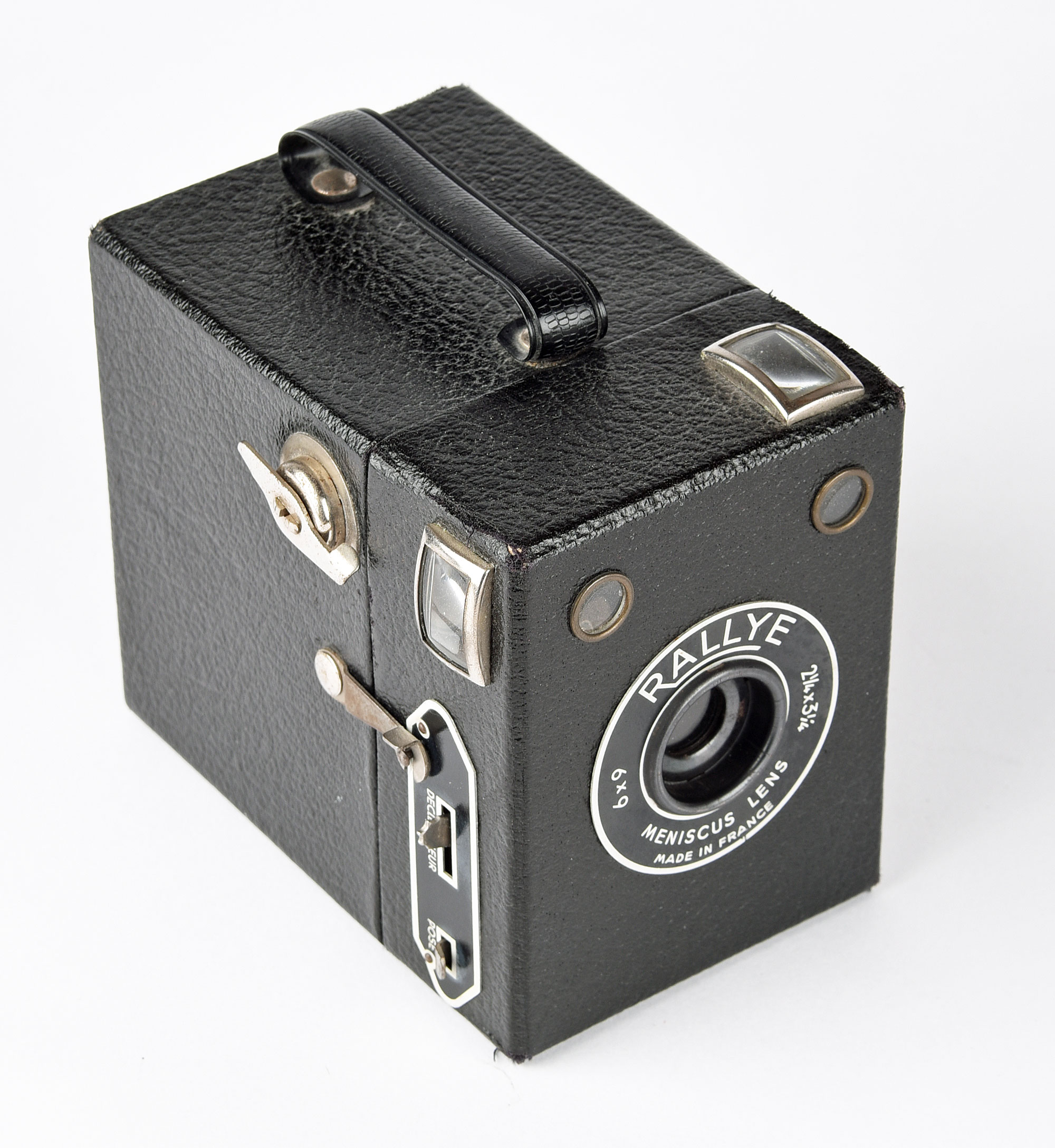
Goldy Rallye.

D'une manière générale, le box est décrit comme un appareil de forme parallélépipédique rectangle utilisant un film souple, peu perfectionné voire rudimentaire et le plus souvent réalisé dans des matériaux fragiles (carton ou bois gainé de papier décor). Sauf pour de rares exceptions les objectifs ne sont que de simples ménisques sans possibilité de mise au point, les obturateurs ne proposant qu'une vitesse d'instantané et une pose (l'obturateur reste ouvert tant que le photographe ne le referme pas volontairement en relâchant le déclencheur). Il peut y avoir un réglage d'ouverture, en général par interposition d'une plaque mobile portant plusieurs diamètres d'ouverture. La visée se fait par le dessus de l'appareil grâce à un ou deux viseurs à miroir (un pour le cadrage vertical et un pour le cadrage horizontal).
Le concept de box a évolué avec l'utilisation d'autre matériaux. L'aluminium et l'acier ont donné des appareils plus résistants (mais exposés à l'oxydation) et des formes plus créatives tout comme la bakélite qui laissait encore plus de liberté dans les formes.
Quelques box sont plus perfectionnés comme le Japy Le Pascal qui, dès 1898, est muni d'une avance automatique du film et d'un armement simultané de l'obturateur.

## Histoire

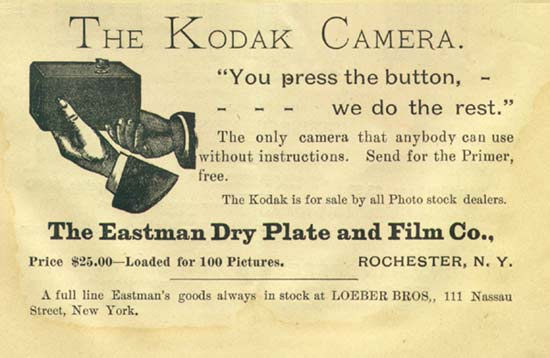
You press the button, we do the rest (Kodak)

Le premier est le Box Kodak N°1 commercialisé en 1889. Il fixe les caractéristiques du genre à l'exception du film qui doit être mis en place et retiré par le fabricant qui renvoie l'appareil rechargé et les tirages à l'utilisateur. Il préfigure la "photographie facile" chère à la marque et illustrée par le slogan "You press the button, we do the rest" (Vous appuyez sur le bouton, nous faisons le reste).
Une évolution majeure est inventée en 1892 par Samuel Turner et utilisée la même année pour le "Bull's eye camera" de Boston Camera Mfg. Co. : un regard rouge sur le dos de l'appareil permet de lire un numéro imprimé sur un papier protégeant le film de la lumière. D'une part, ça permet d'espacer facilement les vues, d'autre part, le papier qui s'enroule autour du film le protège et permet le remplacement du film en plein jour par un utilisateur sans compétences particulières. Kodak utilise le procédé et face au brevet déposé par Turner il achète la société détentrice du brevet pour éviter d'avoir à payer des royalties.

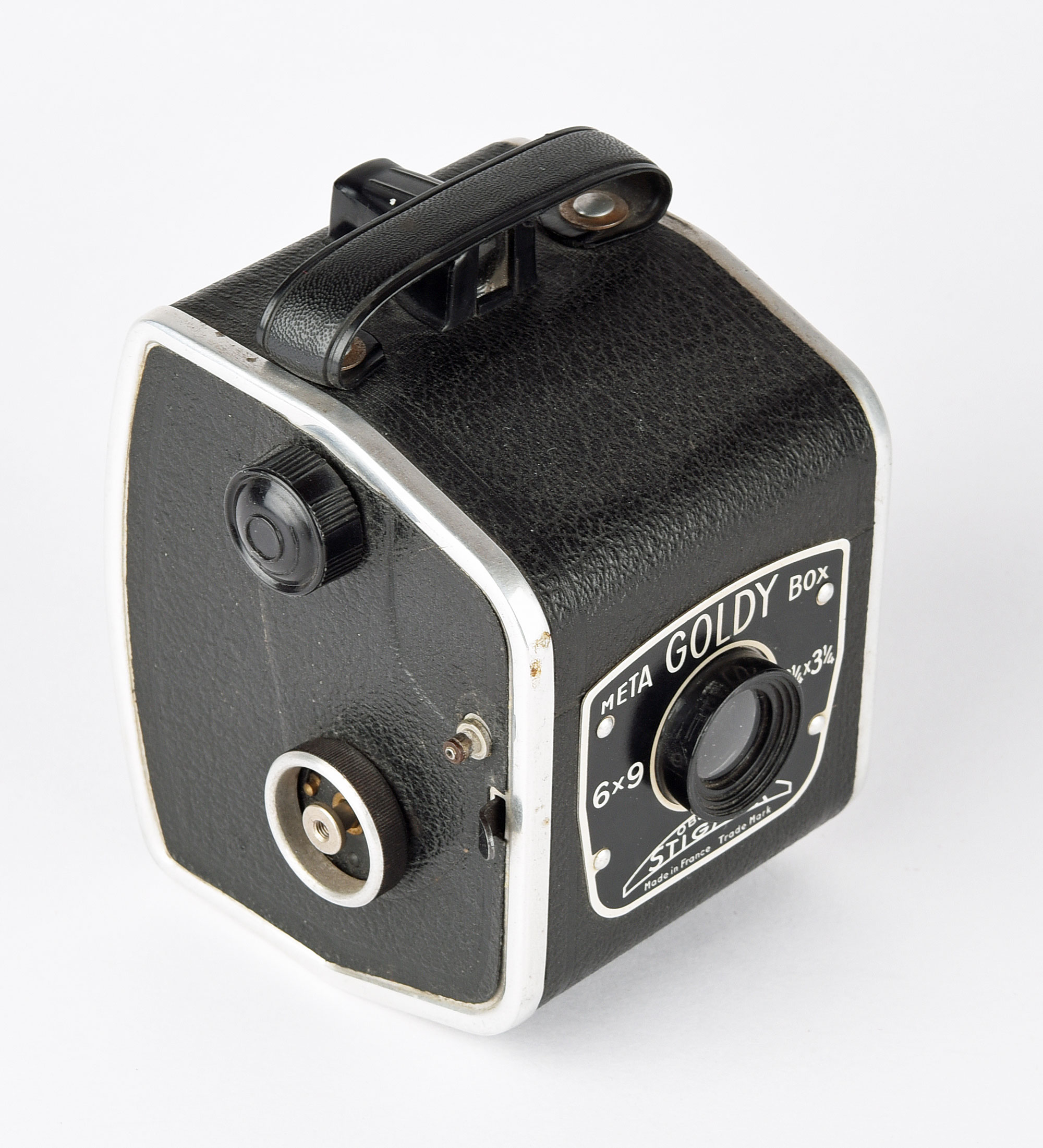
Goldy Metabox

Pendant soixante-dix ans, le concept reste inchangé. Il y a bien quelques box plus perfectionnés ou d'une forme un peu plus originale, en général due à l’utilisation d'acier embouti ou  de bakélite mais ce ne sont que des exceptions.
Déjà bien démodé par les appareils pour débutants avec visée au niveau de l’œil en bakélite ou plastique plus modernes d'aspect (Le MIOM Photax, les divers Fex ou les Kodak Starlet, Fiesta etc. par exemple) le box disparaît définitivement des catalogues au début des années 1960 avec le lancement de la gamme Kodak Instamatic dont l'immense succès "confisque" le marché de l'appareil pour débutants.